# Ramanujan-Soldner-Konstante

Funktionsgraph von li

Die Ramanujan-Soldner-Konstante ist eine mathematische Konstante, die als die einzige positive Nullstelle des Integrallogarithmus li definiert ist. Sie ist nach S. Ramanujan und Johann Georg von Soldner benannt, wurde aber bereits 1792 von Lorenzo Mascheroni untersucht.
Der unendliche Dezimalbruch beginnt mit
{\displaystyle \mu =1{,}45136\ 92348\ 83381\ 05028\ 39684\ 85892\ 02744\ 94930\ 32283\ 64801\ \dots } (Folge A070769 in OEIS)
Es sind 75.500 dezimale Nachkommastellen bekannt (Stand: August 2010).